# Källaren Rostock

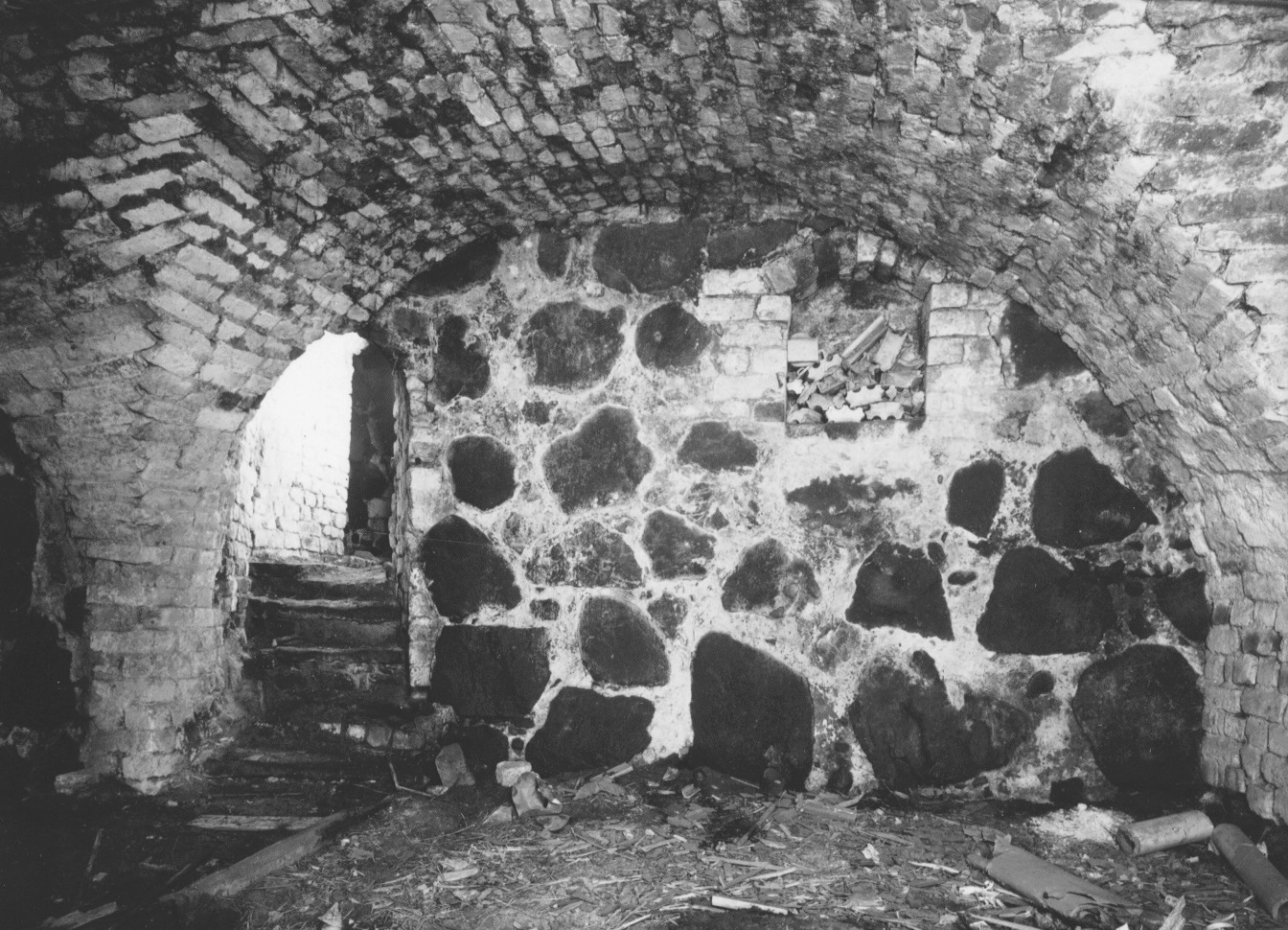
Medeltida valv Västerlånggatan 45, före detta "Källaren Rostock".

Källaren Rostock (eller Råstock) var en vinkällare på Västerlånggatan 45 i Gamla stan, Stockholm. Enligt vissa källor var det här Carl Michael Bellmans figur Mollberg åkte på stryk. Det rör sig förmodligen om en hopblandning med sjökrogen Råstock.

## Historik
Vinkällaren öppnades 1643 av vinhandlaren Mårten Hartman i fastigheten Morpheus 2 (kvarteret Morpheus) som består av två sammanbyggda hus med en stor medeltida källare. Stället blev känt som Källaren Rostock vilken senare drevs av vinskänken Valentin Sabbath, ägare till Sabbatsbergs värdshus, och efter hans död 1720 av hans änka.
Källaren Rostock i Gamla stan var en av många Stockholmskrogar som besjöngs av Carl Michael Bellman. Enligt bland annat Björn Hasselblad (Stockholmskvarter) var det här att en av Bellmans figurer, Mollberg, blev slagen för han lade sig i Polens affärer. Fredmans epistel n:o 45 berättar om händelsen: Til Fader Mollberg rörande hans Harpa, och tillika et slags ad notitiam at Mollberg led oskyldigt på Krogen Rostock. Enligt Stockholmskällan visar Elis Chiewitz, som illustrerade situationen, interiören av sjökrogen Råstock som hörde till Sätra gård i södra Stockholm. Och i Stadsmuseets registerkort för gamla krognamn finns en anmärkning under "Rostock" (Västerlånggatan): Förväxla ej detta Rostock med det i Fredmans ep. 45".